# Liste der Baudenkmäler in Mittelneufnach
Auf dieser Seite sind die Baudenkmäler in der schwäbischen Gemeinde Mittelneufnach zusammengestellt. Diese Tabelle ist eine Teilliste der Liste der Baudenkmäler in Bayern. Grundlage ist die Bayerische Denkmalliste, die auf Basis des Bayerischen Denkmalschutzgesetzes vom 1. Oktober 1973 erstmals erstellt wurde und seither durch das Bayerische Landesamt für Denkmalpflege geführt wird. Die folgenden Angaben ersetzen nicht die rechtsverbindliche Auskunft der Denkmalschutzbehörde.

## Baudenkmäler nach Ortsteilen

### Mittelneufnach
| Lage                                                                            | Objekt                                                        | Beschreibung | Akten-Nr.    | Bild                                                          |
| ------------------------------------------------------------------------------- | ------------------------------------------------------------- | --- | ------------ | ------------------------------------------------------------- |
| Kirchweg 2 (Standort)                                                           | Gasthaus Goldener Adler                                       | Zweigeschossiger Satteldachbau mit Giebelgesimsen und Ausleger, spätes 18. Jahrhundert. | D-7-72-179-1 | Gasthaus Goldener Adler                                       |
| Kirchweg 3 (Standort)                                                           | Pfarrhaus                                                     | Zweigeschossiger Satteldachbau mit Putzbandgliederung, Mitte 18. Jahrhundert. | D-7-72-179-2 | Pfarrhaus                                                     |
| Schulstraße 2 (Standort)                                                        | Katholische Pfarrkirche St. Johannes Evangelist               | Saalbau mit eingezogenem Chor und nördlichem Satteldachturm, erbaut um 1490, verändert zweite Hälfte 17. und zweite Hälfte 18. Jahrhundert, 1860 Verlängerung nach Westen; mit Ausstattung.                                                               | D-7-72-179-3 | weitere Bilder                                                |
| Zum Schlößle 1 a (Standort)                                                     | Ehemaliges Nebengebäude des Amtshauses                        | Zweigeschossiger Satteldachbau mit Gesimsgliederungen und Obergeschoss verputztes Fachwerk, zwei Hälfte 17. Jahrhundert. | D-7-72-179-5 | Ehemaliges Nebengebäude des Amtshauses                        |
| Zum Schlößle 3 (Standort)                                                       | Ehemaliges Amtshaus                                           | Zweigeschossiger Bau mit Steilsatteldach, Gauben und Dachreiter mit Zwiebelhaube, erbaut 1515, 1663 umgebaut; zugehörig ehemaliges Stallgebäude, Satteldachbau, im Kern 17./18. Jahrhundert, später verändert; Reste der Ummauerung, 16./17. Jahrhundert. | D-7-72-179-6 | weitere Bilder                                                |
| Kapellenfeld (südwestlich des Ortes an der Straße nach Immelstetten) (Standort) | Feldkapelle                                                   | Rechteckbau mit dreiseitigem Schluss, stichbogiger Öffnung und Satteldach, neugotisch, 1856; mit Ausstattung. | D-7-72-179-7 | weitere Bilder                                                |
| Vogelburg (östlich des Ortes) (Standort)                                        | Katholische Marienkapelle bzw. Kapelle der vierzehn Nothelfer | Feldkapelle, Rechteckbau mit umlaufendem, profiliertem Gesims und Satteldach, 1878, 1988 erneuert; mit Ausstattung. | D-7-72-179-8 | Katholische Marienkapelle bzw. Kapelle der vierzehn Nothelfer |

### Buchhof
| Lage                                                                               | Objekt      | Beschreibung | Akten-Nr.    | Bild        |
| ---------------------------------------------------------------------------------- | ----------- | --- | ------------ | ----------- |
| Zusam-Mähder, im Zenkerbachtal, nahe der Straße Immelstetten–Könghausen (Standort) | Feldkapelle | Quadratischer Zeltdachbau mit Traufgesims und korbbogigem Eingang, zweite Hälfte 18. Jahrhundert; mit Ausstattung. | D-7-72-179-9 | Feldkapelle |

### Reichertshofen
| Lage                         | Objekt                                                                    | Beschreibung | Akten-Nr.     | Bild                                                                      |
| ---------------------------- | ------------------------------------------------------------------------- | --- | ------------- | ------------------------------------------------------------------------- |
| Hauptstraße 8 (Standort)     | Ehemaliges Pfarrhaus                                                      | Zweigeschossiger Bau mit Steilsatteldach, im Kern wohl Ende 17. Jahrhundert, stark erneuert.                                           | D-7-72-179-10 | Ehemaliges Pfarrhaus                                                      |
| Kirchstraße 3 (Standort)     | Katholische Pfarrkirche St. Nikolaus                                      | Saalbau mit eingezogenem Chor und westlichem Dachreiter mit Zwiebelhaube, kleine spätgotische Anlage, Ausbau um 1710; mit Ausstattung. | D-7-72-179-11 | weitere Bilder                                                            |
| Kreuzbergstraße 4 (Standort) | Ehemalige Restauration der Staudenbahn, später Wohnhaus mit Ladengeschäft | zweigeschossiger Putzbau mit Satteldach, Zwerchhaus und einfacher Putzdekoration, um 1900                                              | D-7-72-179-12 | Ehemalige Restauration der Staudenbahn, später Wohnhaus mit Ladengeschäft |